# Острохвостый сорокопутовый личинкоед
Острохвостый сорокопутовый личинкоед (лат. Malindangia mcgregori) — вид воробьиных птиц из семейства личинкоедовых (Campephagidae). Единственный представитель рода Malindangia. Подвидов не выделяют. Эндемик острова Минданао. Видовое название дано в честь австралийского орнитолога Ричарда МакГрегора (англ. Richard Crittenden MacGregor, 1871—1936). Ранее относили к роду Coracina. На основании молекулярно-филогенетическго исследования, опубликованного в 2010 году, переведён в восстановленный монотипический род Malindangia.

## Описание
Острохвостый сорокопутовый личинкоед достигает длины 21 см и массы от 39 до 47,5 г. У взрослых самцов лоб, уздечка, лицо, подбородок, горло и верхняя часть груди голубовато-чёрные; макушка, затылок, спина и надхвостье серые, надхвостье и верхние кроющих перьях хвоста бледнее. Кроющие перья крыльев серые, наружные опахала средних и больших кроющих перьев белые (образуют широкую белую полосу). Маховые перья чёрные, края первостепенных маховых перьев белые. Рулевые перья чёрные, с белыми краями и кончиками на внешних рулевых и серого цвета на центральной паре. Нижняя часть груди серая, брюхо, подхвостье и нижние кроющие перья хвоста белые. Радужная оболочка тёмно-коричневая; клюв чёрный; ноги черновато-серые. Самка похожа на самца, но чёрный цвет на голове бледнее, почти тёмно-серый. У молодых особей верхняя часть тела и грудь серые, с чёрными крапинками и желтовато-коричневыми краями перьев, перья на брюхе с тёмными прожилками; неполовозрелые особи не описаны.
Вокализация представлена одной или несколькими нотами, часто продолжаются в течение нескольких минут, например, дребезжащие «chu chu chu zwheeeeeeet zhuuuuuuuu», похожие на звуки, издаваемые радио при настройке; также повторяющийся «zwheeet».

## Биология
Острохвостый сорокопутовый личинкоед является эндемиком острова Минданао. Обитает во влажных тропических горных лесах и на опушках, встречается на высоте 1000—1900 м над уровнем моря. Питается насекомыми. Добывает корм небольшими стаями в пологе леса или подлеске; часто присоединяется к смешанным группам кормящихся птиц. Биология размножения не исследована. Недавно оперившиеся птенцы отмечены в марте; птицы с увеличенными половыми железами наблюдались в апреле—июне. Другой информации нет.